# Pingasa andamanica
Pingasa andamanica är en fjärilsart som beskrevs av Louis Beethoven Prout 1916. Pingasa andamanica ingår i släktet Pingasa och familjen mätare. Inga underarter finns listade i Catalogue of Life.